# Шабановское сельское поселение (Краснодарский край)
Шабановское сельское поселение — муниципальное образование в составе Северского района Краснодарского края России.
В рамках административно-территориального устройства Краснодарского края ему соответствует Шабановский сельский округ.
Административный центр поселения — село Шабановское.

## География
Поселение расположено в юго-восточной части района на северных склонах Главного Кавказского хребта.

## Население
| 2010 | 2012 | 2013 | 2014 | 2015 | 2016 | 2017 |
| ---- | ---- | ---- | ---- | ---- | ---- | ---- |
| 618  | ↘606 | ↘595 | ↗598 | ↘578 | ↘574 | ↗575 |
| 2018 | 2019 | 2020 | 2021 | 2023 |      |      |
| ↘560 | ↘554 | ↗573 | ↗649 | ↘639 |      |      |

## Населённые пункты
В состав сельского поселения (сельского округа) входят 2 населённых пункта:
| № | Населённый пункт | Тип населённого пункта | Население (чел.) |
| - | ---------------- | ---------------------- | ---------------- |
| 1 | Тхамаха          | село                   | ↘278             |
| 2 | Шабановское      | село                   | ↘340             |